# Cyrus Dallin

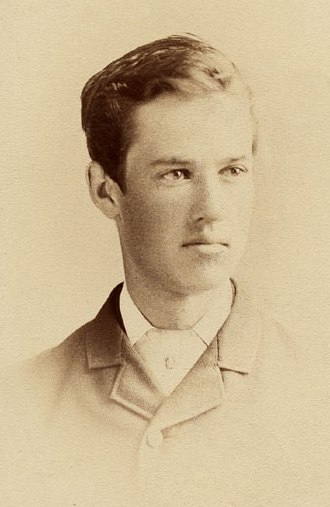
Dallin rond 1880

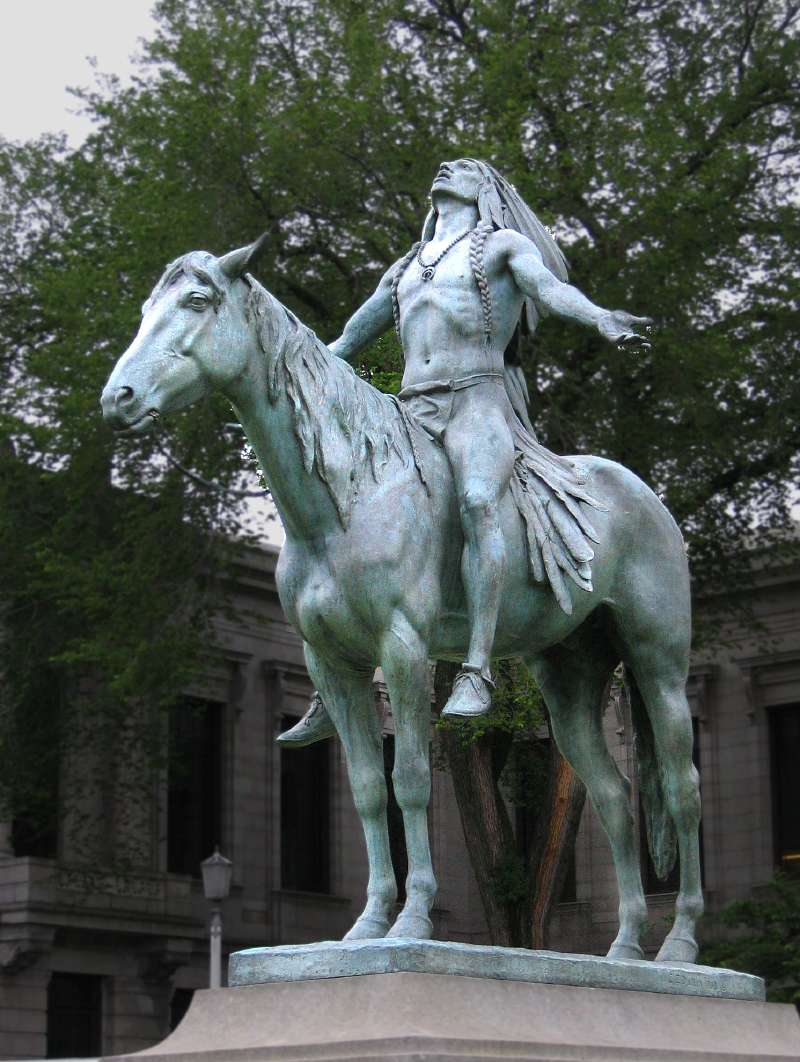
Appeal to the Great Spirit in Boston

Cyrus Edwin Dallin (Springville (Utah), 22 november 1861 - Arlington (Massachusetts), 14 november 1944) was een Amerikaans beeldhouwer en boogschutter.
Dallin groeide op in een Mormoons gezin. Toen hij negentien was, verhuisde hij naar Boston, waar hij in de leer ging bij de beeldhouwer T.H. Bartlett. In Boston werd hij de collega van onder anderen Augustus Saint-Gaudens en raakte bevriend met de schilder John Singer Sargent. In 1900 verhuisde hij met zijn gezin naar Arlington, waar hij de rest van zijn leven zou blijven wonen. Hij was 1899-1941 lid van de faculteit aan de Massachusetts College of Art and Design.

## Werken
Bekend van Dallin zijn onder andere zijn ruiterstandbeeld van Paul Revere in Boston en zijn beeld van de engel Moroni op de top van de Mormoonse tempel in Salt Lake City. Zijn Appeal to the Great Spirit (1909) werd gegoten in Frankrijk en won een gouden medaille in de Parijse salon. Er zijn drie versies van dit beeld, een bij het Museum of Fine Arts in Boston, een in Muncie en een in Tulsa. De indianen waren een terugkerend motief in het werk van Dallin.

## Olympische Spelen
Dallin deed in 1904 mee aan het boogschieten op de Olympische Spelen in St. Louis. Individueel werd hij negende in de Dubbele Amerikaanse Ronde en twaalfde in de Dubbele York Ronde. Met zijn teamgenoten van de Boston Archers (Phil Bryant, Wallace Bryant en Henry Richardson) won hij een bronzen medaille.

## Galerij

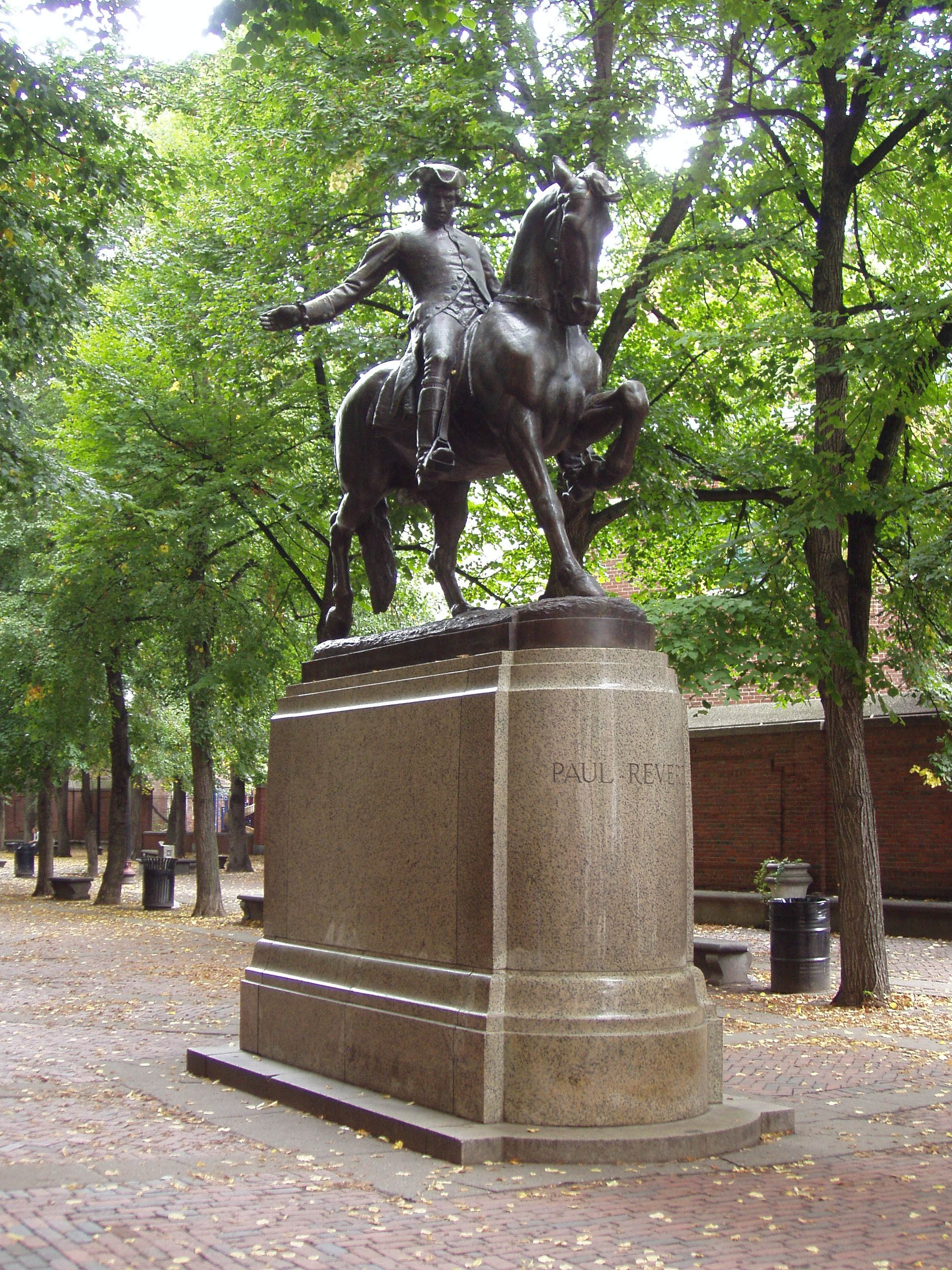
Paul Revere, Boston
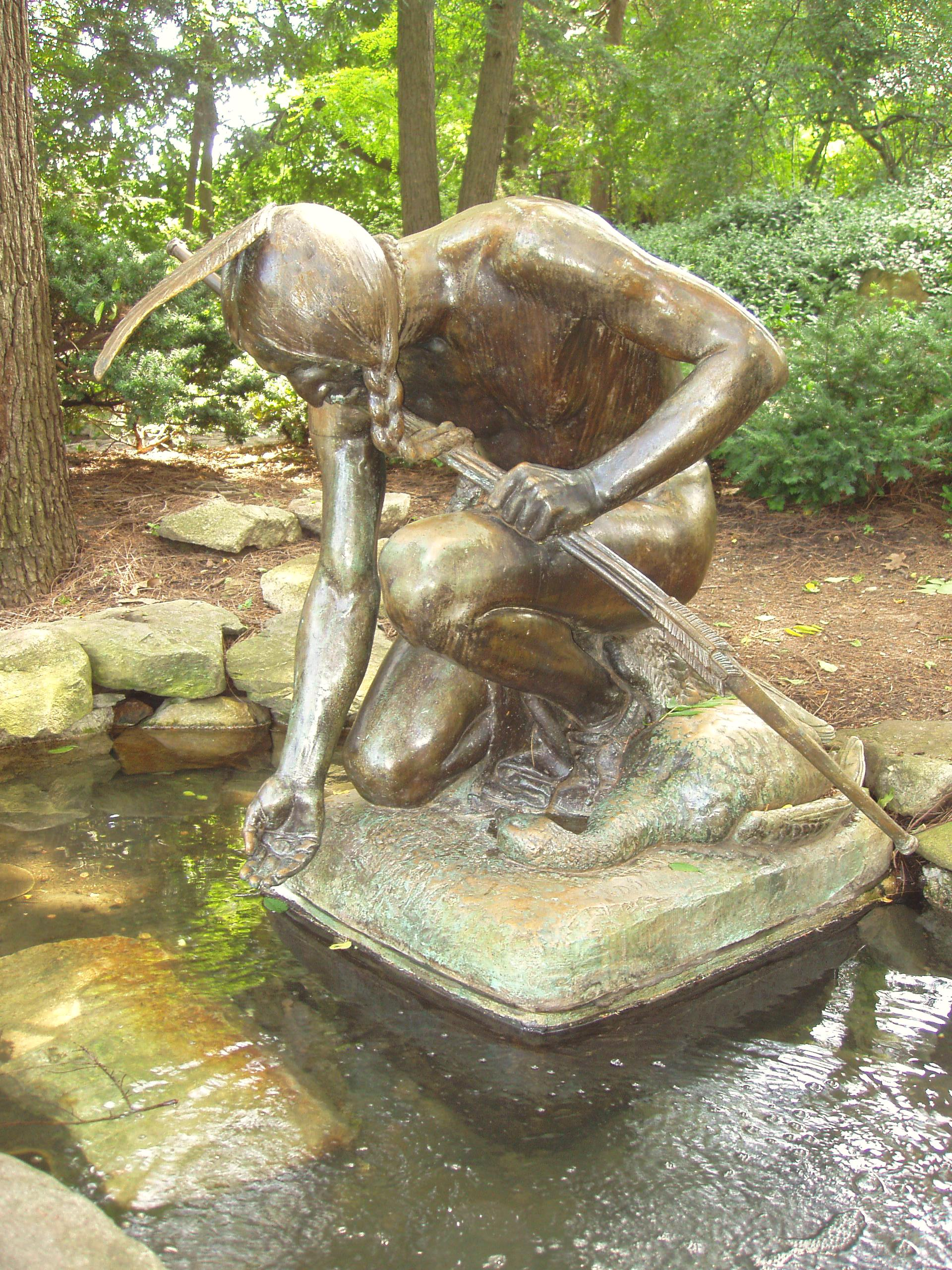
Jager (1911), Arlington
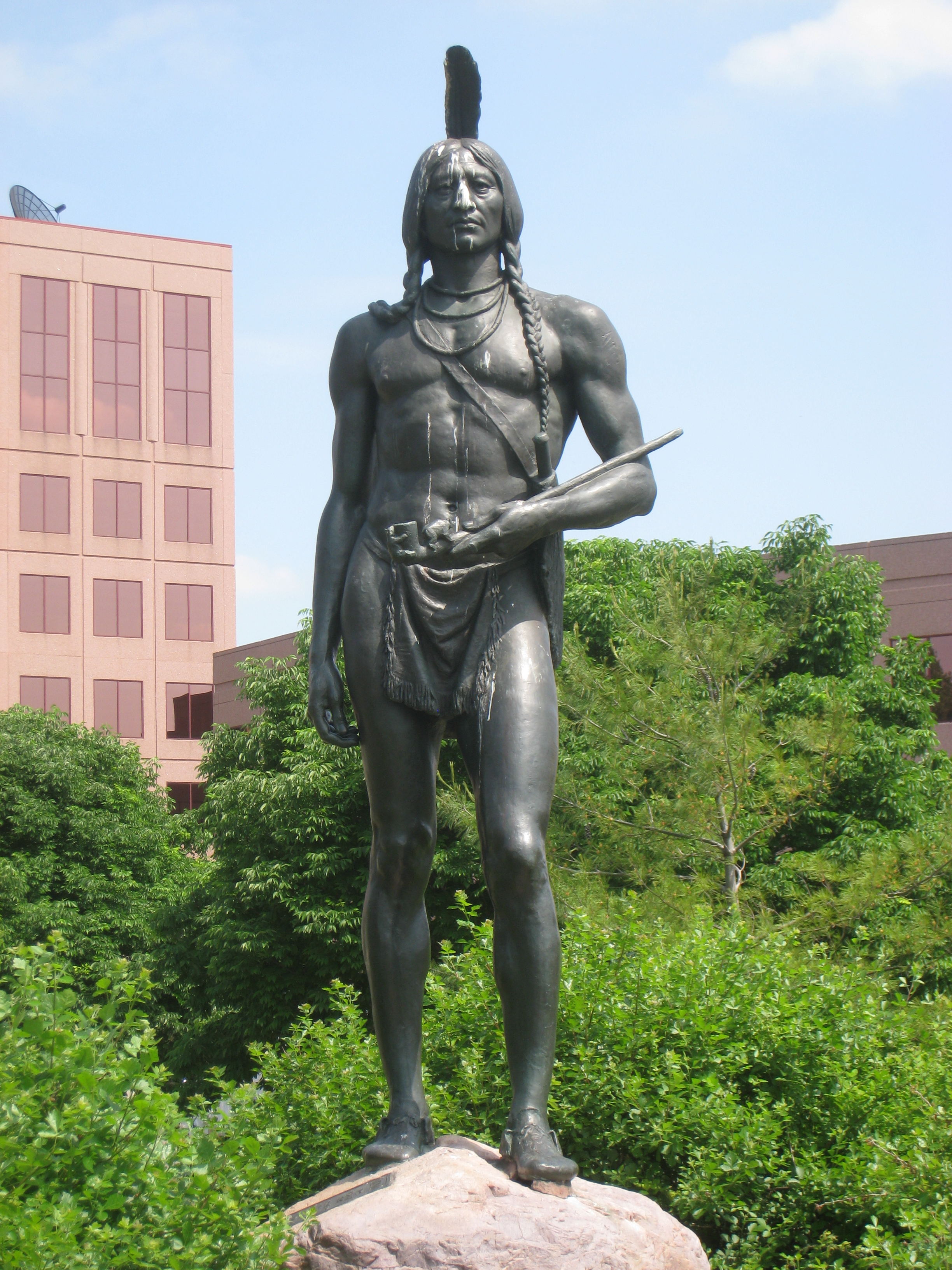
Massasoit, Kansas City